# Søren Andersen (fodboldspiller, født 1925)
 Der er flere personer med dette navn, se Søren Andersen.
Søren Christian "Væsel" "Knækæg" Andersen (født 19. december 1925 i Esbjerg, død 23. september 1998 i Esbjerg) var en dansk fodboldspiller.

## Fodboldkarriere
Søren Andersen fik sin fodboldopdragelse i Esbjerg FC og Esbjerg fB. Som højre wing i Esbjerg fB opnåede han 259 førsteholdskampe og 22 mål i perioden 1944-1958.
Han blev landsholdspiller som 25-årig og debuterede på A-landsholdet 17. juni 1951 i Idrætsparken mod Østrig (3-3). Han fik yderligere fire A-landskampe, som alle blev vundet bortset fra den sidste mod Norge 19. oktober 1952, som Danmark tabte med 1-3.
Han var udtaget som reserve ved OL 1952 i Helsinki, men kom ikke i kamp.
I løbet af årene 1951-1954 fik han også en U-landskamp (1951) og fire B-landskampe (1952-1954) og scorede to mål, et i hver af sine to første B-kampe mod Sverige og Finland.
Efter sin aktive karriere var Søren Andersen i en periode ungdomstræner og opnåede at blive dansk mester med Esbjerg fB's ynglingehold i 1964.

## Civil karriere
I sit civile liv var Søren Andersen udlært frisør og havde egen salon i flere år. Senere arbejdede han på Arbejdsformidlingen.